# Campionati europei di nuoto in vasca corta 1991
I primi Campionati europei di nuoto in vasca corta, denominati ufficialmente Campionati Europei sprint, si sono svolti a Gelsenkirchen (Germania) dal 6 all'8 dicembre 1991.
Si è gareggiato in sole 14 gare, quasi tutte sulla sola distanza dei 50 metri, tranne i misti che si sono svolti sulla distanza dei 100 m.

## Medagliere
| Posizione | Paese            | Oro | Argento | Bronzo | Totale |
| --------- | ---------------- | --- | ------- | ------ | ------ |
| 1         | Germania         | 7   | 7       | 5      | 19     |
| 2         | Unione Sovietica | 3   | 2       | 2      | 7      |
| 3         | Svezia           | 2   | 1       | 2      | 5      |
| 4         | Paesi Bassi      | 1   | 2       | 0      | 3      |
| 5         | Finlandia        | 1   | 0       | 0      | 1      |
| 6         | Italia           | 0   | 2       | 2      | 4      |
| 7         | Regno Unito      | 0   | 0       | 2      | 2      |
| 8         | Estonia          | 0   | 0       | 1      | 1      |

## Piscina 25 m

### 50 m stile libero
| Posizione | Atleta           | Paese            | Tempo |
| --------- | ---------------- | ---------------- | ----- |
|           | Aleksandr Popov  | Unione Sovietica | 22.16 |
|           | Silko Günzel     | Germania         | 22.25 |
|           | Joakim Holmqvist | Svezia           | 22.32 |

| Posizione | Atleta          | Paese    | Tempo |
| --------- | --------------- | -------- | ----- |
|           | Simone Osygus   | Germania | 25.04 |
|           | Daniela Hunger  | Germania | 25.49 |
|           | Louise Karlsson | Svezia   | 24.76 |

### 50 m dorso
| Posizione | Atleta           | Paese            | Tempo |
| --------- | ---------------- | ---------------- | ----- |
|           | Jani Sievinen    | Finlandia        | 25.18 |
|           | Vladimir Sel'kov | Unione Sovietica | 25.68 |
|           | Jens Bünger      | Germania         | 25.83 |

| Posizione | Atleta         | Paese    | Tempo |
| --------- | -------------- | -------- | ----- |
|           | Sandra Völker  | Germania | 28.59 |
|           | Anja Eichhorst | Germania | 28.77 |
|           | Andrea Kutz    | Germania | 29.12 |

### 50 m rana
| Posizione | Atleta           | Paese            | Tempo |
| --------- | ---------------- | ---------------- | ----- |
|           | Vasilij Ivanov   | Unione Sovietica | 27.38 |
|           | Ron Dekker       | Paesi Bassi      | 27.42 |
|           | Gianni Minervini | Italia           | 27.51 |

| Posizione | Atleta         | Paese    | Tempo |
| --------- | -------------- | -------- | ----- |
|           | Peggy Hartung  | Germania | 31.61 |
|           | Sylvia Gerasch | Germania | 31.87 |
|           | Jana Dorriës   | Germania | 32.25 |

### 50 m delfino
| Posizione | Atleta            | Paese            | Tempo |
| --------- | ----------------- | ---------------- | ----- |
|           | Jan Karlsson      | Svezia           | 24.32 |
|           | Nils Rudolph      | Germania         | 24.46 |
|           | Vladislav Kulikov | Unione Sovietica | 24.54 |

| Posizione | Atleta             | Paese       | Tempo |
| --------- | ------------------ | ----------- | ----- |
|           | Inge de Bruijn     | Paesi Bassi | 27.25 |
|           | Louise Karlsson    | Svezia      | 27.63 |
|           | Christiane Sievert | Germania    | 28.02 |

### 100 m misti
| Posizione | Atleta       | Paese       | Tempo |
| --------- | ------------ | ----------- | ----- |
|           | Josef Hladký | Rep. Ceca   | 55.28 |
|           | Ron Dekker   | Paesi Bassi | 55.45 |
|           | Indrek Sei   | Estonia     | 55.83 |

| Posizione | Atleta          | Paese    | Tempo   |
| --------- | --------------- | -------- | ------- |
|           | Louise Karlsson | Svezia   | 1:01.61 |
|           | Daniela Hunger  | Germania | 1:02.23 |
|           | Marion Zoller   | Germania | 1:02.36 |

### 4 x 50 m stile libero
| Posizione | Atleta                                                | Paese            | Tempo   |
| --------- | ----------------------------------------------------- | ---------------- | ------- |
|           | Silko Günzel Nils Rudolph Ingolf Rasch Bengt Zikarsky | Germania         | 1:28.27 |
|           | '                                                     | Unione Sovietica | 1:29.39 |
|           | '                                                     | Regno Unito      | 1:31.58 |

| Posizione | Atleta                                                           | Paese            | Tempo   |
| --------- | ---------------------------------------------------------------- | ---------------- | ------- |
|           | Simone Osygus Simone Hollermann Regina Dittmann Daniela Hunger   | Germania         | 1:41.30 |
|           | Viviana Susin Alessandra Cassani Cristina Chiuso Cecilia Vianini | Italia           | 1:44.26 |
|           | '                                                                | Unione Sovietica | 1:44.73 |

### 4 x 50 m misti
| Posizione | Atleta                                                            | Paese            | Tempo   |
| --------- | ----------------------------------------------------------------- | ---------------- | ------- |
|           | Vladimir Sel'kov Vasilij Ivanov Vladislav Kulikov Aleksandr Popov | Unione Sovietica | 1:38.87 |
|           | Jens Bünger Ralf Eggers Nils Rudolph Bengt Zikarski               | Germania         | 1:39.05 |
|           | Giuseppe Tiano Gianni Minervini Luca Belfiore René Gusperti       | Italia           | 1:39.84 |

| Posizione | Atleta                                                               | Paese       | Tempo   |
| --------- | -------------------------------------------------------------------- | ----------- | ------- |
|           | Sandra Völker Sylvia Gerasch Christiane Sievert Daniela Hunger       | Germania    | 1:53.13 |
|           | Lorenza Vigarani Manuela Dalla Valle Ilaria Tocchini Cristina Chiuso | Italia      | 1:55.84 |
|           | '                                                                    | Regno Unito | 1:56.19 |